# مصطفى الآلوسي
مصطفى أفندي الآلوسي (1850-1926)، وهو القاضي والإداري مصطفى زين الدين بن عبد الله بهاء الدين الآلوسي، شغل منصب وزير العدلية في عهد المملكة العراقية، وهو من أحفاد شهاب الدين أبو الثناء الآلوسي الكبير، حيث عرفت هذه الأسرة الآلوسية بما أنجبته من العلماء والفضلاء والأدباء ويرجع نسبها إلى سبط النبي محمد فهي عائلة علوية النسب. وكان خطاطاً بارعاً يجيد خط النسخ.

## ولادته ودراسته
ولد مصطفى زين الدين في بغداد يوم السبت 17 رمضان 1266 هـ/ 27 تموز 1850م، ودرس على علماء عصرهِ ومنهم المفتي محمد فيضي الزهاوي، وتعلم علوم القرآن والعلوم الدينية وأتقن اللغة العربية والفارسية، وسافر بعد وفاة أبيهِ إلى إسطنبول مع عمهِ عبد الباقي ومكث فيها فترة.

## المناصب والأعمال
بعد أن رجع من إسطنبول عين قاضياً ببغداد في الكاظمية، وتنقل في مناصب القضاء في عدة مدن منها: سامراء والعمارة والاحساء وعكا وطرابلس الشام حتى عام 1897، وبعدها عين قاضيا لمدينة القدس في شباط 1904، وتنقل في وظائف إدارية عدة ثم عين قاضيا في مكة المكرمة في كانون الثاني 1910 فقضى في منصبهِ عامان ثم اعتزل الخدمة ورجع لبغداد عام 1912.
ولما تألفت الحكومة العراقية الحديثة بعد سقوط الدولة العثمانية عين فيها وزيرا للعدلية في 25 تشرين الأول 1920، واستمر في المنصب لغاية 10 أيلول 1921.

## وفاته
توفي الشيخ مصطفى أفندي في بغداد يوم الثلاثاء 6 ذي القعدة 1344 هـ/18 أيار 1926م، ودفن في مقبرة الشيخ معروف الكرخي.